# 松虫寺
松虫寺（まつむしでら）は、千葉県印西市松虫にある真言宗豊山派の寺院。山号は摩尼珠山。院号は医王院。本尊は七仏薬師瑠璃光如来。建立は天平17年（745年）といわれる。

## 歴史
行基が建立したとする説がある。『利根川図志』では、瑞慶が製作した仁王像があり、本尊は行基が製作したと伝わる。

2022年時点で、次のような寺伝を掲げている。
聖武天皇の皇女松虫姫は難病にかかり、手の施しようがなく、病臥の日を送っていた。ある日、下総萩原の薬師如来が姫の夢枕に立ち、「東国に下向して祈れば難病もよくなるだろう」とのお告げがあった。そこで天皇は姫を牛の背に乗せ、行基を随って下総に向かった。下総の印旛にある萩原の地に着くと、夢に見た薬師堂が在り、姫は祈りを捧げ、ついにその病に打ち勝ったとされる。

帰京の際、姫と一緒にやってきた牛は姫だけが帰って行くのを悔やみ、池に身を投げてしまった。その池は牛むぐりの池と呼ばれ、今でも存在する。

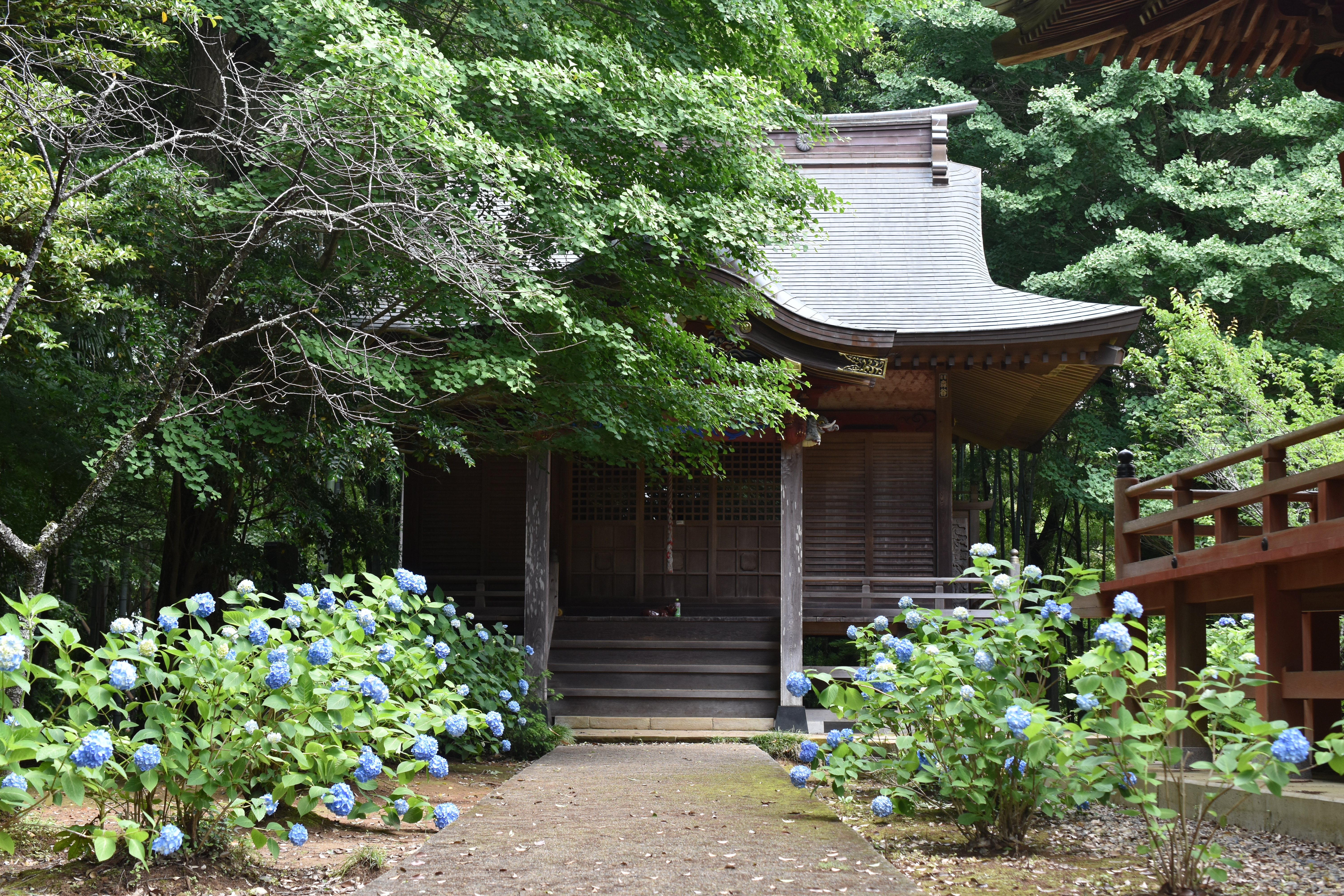
松虫姫神社

## 文化財
重要文化財（国指定）
- 木造薬師如来像7躯（坐像1、立像6） - 行基の作と伝わる[1][5]。中尊（坐像）は像高54.3cm、両脇に3体ずつ立つ立像は像高38 - 39cm。七仏薬師像の稀有な作例である。平安時代末期。

県指定有形文化財
- 鋳銅孔雀文磬[6]

## 所在地

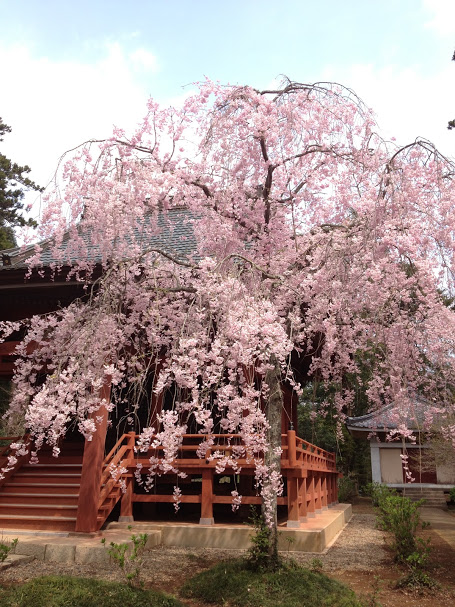
松虫寺の枝垂桜

千葉県印西市松虫7

## 交通
北総線印旛日本医大駅下車徒歩10分
なお、印旛日本医大駅には「松虫姫」という名の副駅名が付けられている。また、建設時の仮称は「印旛松虫駅」だった。